# Rally di Svezia 2022
Il Rally di Svezia 2022, ufficialmente denominato 69th Rally Sweden, è stata la seconda prova del campionato del mondo rally 2022 nonché la sessantanovesima edizione del Rally di Svezia e la quarantacinquesima con valenza mondiale.

## Riepilogo
La manifestazione, al ritorno nel mondiale dopo un anno di assenza, si è svolta dal 25 al 27 febbraio sugli sterrati innevati che attraversano le foreste della contea di Västerbotten con sede a Umeå, città situata sulle rive del golfo di Botnia, nel cui centro è stato inoltre allestito il parco assistenza per tutti i concorrenti; si trattò di una sede inedita per l'appuntamento svedese, solitamente organizzato nella contea di Värmland.
L'evento è stato vinto dal finlandese Kalle Rovanperä, navigato dal connazionale Jonne Halttunen, al volante di una Toyota GR Yaris Rally1 della squadra Toyota Gazoo Racing WRT, seguiti dalla coppia belga formata da Thierry Neuville e Martijn Wydaeghe su una Hyundai i20 N Rally1 della scuderia Hyundai Shell Mobis WRT, e dall'altro binomio finlandese composto da Esapekka Lappi e Janne Ferm, anch'essi su Toyota GR Yaris Rally1 del team ufficiale Toyota. Rovanperä conquistò così il terzo successo in assoluto e il primo in Svezia, dove il padre Harri vinse l'unica gara mondiale della sua carriera.
I norvegesi Andreas Mikkelsen e Torstein Eriksen, su Škoda Fabia Rally2 Evo della squadra Toksport WRT, hanno invece conquistato il successo nel campionato WRC-2, mentre i finlandesi Sami Pajari e Mikael Korhonen hanno vinto nella serie WRC-3 alla guida di una Ford Fiesta Rally3. In Svezia si disputava anche la prova inaugurale del campionato WRC-3 Junior, che ha visto vincere la coppia costituita dal britannico Jon Armstrong e dall'irlandese Brian Hoy, anch'essi a bordo di una Ford Fiesta Rally3.

## Dati della prova
| Denominazione ufficiale             | Rally Sweden                                          |
| Edizione N°                         | 69                                                    |
| Tappa N°                            | 2 di 13                                               |
| Data manifestazione                 | da venerdì 25/02/2022 a domenica 27/02/2022           |
| Sede ospitante                      | Umeå, contea di Västerbotten, Svezia                  |
| Sede parco assistenza               | Umeå                                                  |
| Superficie                          | Neve (su terra)                                       |
| Direttore di gara                   | Stig Rune Kjernsli                                    |
| Iscritti                            | 50                                                    |
| Partiti                             | 45                                                    |
| Arrivati                            | 36 (80%)                                              |
| Prove speciali                      | 17                                                    |
| Prova più breve                     | 5,53 km (PS7: Umeå Sprint)                            |
| Prova più lunga                     | 27,81 km (PS2 e PS5: Kamsjön)                         |
| Prova più lenta                     | velocità media di 92,08 km/h (PS7: Umeå Sprint)       |
| Prova più veloce                    | velocità media di 141,08 km/h (PS18: Vindeln 2)       |
| Lunghezza prove speciali            | 264,81 km (19,6% della distanza totale)               |
| Lunghezza complessiva trasferimenti | 958,41 km                                             |
| Distanza totale                     | 1223,22 km                                            |
| Media oraria del vincitore          | velocità media di 121,5 km/h (264,81 km in 2h10'44"9) |

## Itinerario
Novità dell'edizione 2022:
- Per la prima volta nella sua storia il rally di Svezia si corre nella contea di Västerbotten.

Nota: le due prove speciali di Ortrask, la PS9 e la PS13 di 20,49 km ciascuna, furono cancellate una settimana prima che iniziasse l'evento e vennero rimosse dall'itinerario; non venne inoltre modificata la numerazione delle rimanenti speciali.
| Frazione            | Prova  | Ora    | Nome                                                | Lunghezza | Totale    |
| ------------------- | ------ | ------ | --------------------------------------------------- | --------- | --------- |
| Frazione 1 (25 feb) | PS1    | 08:42  | Kroksjö 1                                           | 14,98 km  | 125,67 km |
| Frazione 1 (25 feb) | PS2    | 09:55  | Kamsjön 1                                           | 27,81 km  | 125,67 km |
| Frazione 1 (25 feb) | PS3    | 11:31  | Sävar 1                                             | 17,28 km  | 125,67 km |
| Frazione 1 (25 feb) |        | 13:23  | Assistenza (flexi) – Nolia Konferens, Umeå (30 min) | –         | 125,67 km |
| Frazione 1 (25 feb) | PS4    | 14:45  | Kroksjö 2                                           | 14,98 km  | 125,67 km |
| Frazione 1 (25 feb) | PS5    | 15:58  | Kamsjön 2                                           | 27,81 km  | 125,67 km |
| Frazione 1 (25 feb) | PS6    | 17:34  | Sävar 2                                             | 17,28 km  | 125,67 km |
| Frazione 1 (25 feb) | PS7    | 18:38  | Umeå Sprint                                         | 5,53 km   | 125,67 km |
| Frazione 1 (25 feb) |        | 19:18  | Assistenza (flexi) – Nolia Konferens, Umeå (45 min) | –         | 125,67 km |
|                     |        |        |                                                     |           |           |
| Frazione 2 (26 feb) |        | 08:05  | Assistenza – Nolia Konferens, Umeå (15 min)         | –         | 82,30 km  |
| Frazione 2 (26 feb) | PS8    | 08:57  | Brattby 1                                           | 10,49 km  | 82,30 km  |
| Frazione 2 (26 feb) | PS10   | 10:54  | Långed 1                                            | 19,49 km  | 82,30 km  |
| Frazione 2 (26 feb) | PS11   | 12:08  | Umeå 1                                              | 11,17 km  | 82,30 km  |
| Frazione 2 (26 feb) |        | 14:20  | Assistenza (flexi) – Nolia Konferens, Umeå (30 min) | –         | 82,30 km  |
| Frazione 2 (26 feb) | PS12   | 15:27  | Brattby 2                                           | 10,49 km  | 82,30 km  |
| Frazione 2 (26 feb) | PS14   | 17:24  | Långed 2                                            | 19,49 km  | 82,30 km  |
| Frazione 2 (26 feb) | PS15   | 18:38  | Umeå 2                                              | 11,17 km  | 82,30 km  |
| Frazione 2 (26 feb) |        | 19:24  | Assistenza (flexi) – Nolia Konferens, Umeå (45 min) | –         | 82,30 km  |
|                     |        |        |                                                     |           |           |
| Frazione 3 (27 feb) |        | 05:30  | Assistenza – Nolia Konferens, Umeå (15 min)         | –         | 56,84 km  |
| Frazione 3 (27 feb) | PS16   | 07:00  | Vindeln 1                                           | 14,19 km  | 56,84 km  |
| Frazione 3 (27 feb) | PS17   | 08:08  | Sarsjöliden 1                                       | 14,23 km  | 56,84 km  |
| Frazione 3 (27 feb) | PS18   | 09:37  | Vindeln 2                                           | 14,19 km  | 56,84 km  |
| Frazione 3 (27 feb) | PS19   | 12:18  | Sarsjöliden 2 (power stage)                         | 14,23 km  | 56,84 km  |
| Totale              | Totale | Totale | Totale                                              | Totale    | 264,81 km |

## Risultati

### Classifica
| Pos.         | Nº       | Pilota              | Co-pilota           | Auto                   | Squadra                          | Classe/Validità | Tempo     | Distacco   | Punti    |
| Generale     | Generale | Generale            | Generale            | Generale               | Generale                         | Generale        | Generale  | Generale   | Generale |
| ------------ | -------- | ------------------- | ------------------- | ---------------------- | -------------------------------- | --------------- | --------- | ---------- | -------- |
| 1.           | 69       | Kalle Rovanperä     | Jonne Halttunen     | Toyota GR Yaris Rally1 | Toyota Gazoo Racing WRT          | WRC             | 2h10'44"9 | –          | 29       |
| 2.           | 11       | Thierry Neuville    | Martijn Wydaeghe    | Hyundai i20 N Rally1   | Hyundai Shell Mobis WRT          | WRC             | 2h11'06"9 | +22"0      | 21       |
| 3.           | 4        | Esapekka Lappi      | Janne Ferm          | Toyota GR Yaris Rally1 | Toyota Gazoo Racing WRT          | WRC             | 2h11'15"5 | +30"6      | 15       |
| 4.           | 18       | Takamoto Katsuta    | Aaron Johnston      | Toyota GR Yaris Rally1 | Toyota Gazoo Racing WRT NG       | WRC             | 2h13'04"3 | +2'19"4    | 14       |
| 5.           | 44       | Gus Greensmith      | Jonas Andersson     | Ford Puma Rally1       | M-Sport Ford WRT                 | WRC             | 2h14'05"3 | +3'20"4    | 10       |
| 6.           | 2        | Oliver Solberg      | Elliott Edmondson   | Hyundai i20 N Rally1   | Hyundai Shell Mobis WRT          | WRC             | 2h16'24"3 | +5'39"4    | 8        |
| 7.           | 20       | Andreas Mikkelsen   | Torstein Eriksen    | Škoda Fabia Rally2 Evo | Toksport WRT                     | WRC-2           | 2h17'56"0 | +7'11"1    | 6        |
| 8.           | 24       | Ole Christian Veiby | Stig Rune Skjærmoen | Volkswagen Polo GTI R5 | -                                | WRC-2           | 2h18'19"2 | +7'34"3    | 4        |
| 9.           | 23       | Jari Huttunen       | Mikko Lukka         | M-Sport Ford WRT       | Yacco ACCR Team                  | WRC-2           | 2h18'59"1 | +8'14"2    | 2        |
| 10.          | 28       | Egon Kaur           | Silver Simm         | Volkswagen Polo GTI R5 | -                                | WRC-2           | 2h19'09"7 | +8'24"8    | 1        |
| ...          | ...      | ...                 | ...                 | ...                    | ...                              | ...             | ...       | ...        | ...      |
| 20.          | 8        | Ott Tänak           | Martin Järveoja     | Hyundai i20 N Rally1   | Hyundai Shell Mobis WRT          | WRC             | 2h32'43"3 | +21'58"4   | 5        |
| ...          | ...      | ...                 | ...                 | ...                    | ...                              | ...             | ...       | ...        | ...      |
| 36.          | 42       | Craig Breen         | Paul Nagle          | Ford Puma Rally1       | M-Sport Ford WRT                 | WRC             | 3h32'41"2 | +1h21'56"3 | 1        |
| WRC-2        |          |                     |                     |                        |                                  |                 |           |            |          |
| 1. (7.)      | 20       | Andreas Mikkelsen   | Torstein Eriksen    | Škoda Fabia Rally2 Evo | Toksport WRT                     | WRC-2           | 2h17'56"0 | –          | 25       |
| 2. (8.)      | 24       | Ole Christian Veiby | Stig Rune Skjærmoen | Volkswagen Polo GTI R5 | -                                | WRC-2           | 2h18'19"2 | +23"2      | 18       |
| 3. (9.)      | 23       | Jari Huttunen       | Mikko Lukka         | Ford Fiesta Rally2     | M-Sport Ford WRT                 | WRC-2           | 2h18'59"1 | +1'03"1    | 15       |
| 4. (10.)     | 28       | Egon Kaur           | Silver Simm         | Volkswagen Polo GTI R5 | -                                | WRC-2           | 2h19'09"7 | +1'13"7    | 12       |
| 5. (11.)     | 31       | Georg Linnamäe      | James Morgan        | Volkswagen Polo GTI R5 | ALM Motorsport                   | WRC-2           | 2h19'20"9 | +1'24"9    | 12       |
| 6. (12.)     | 27       | Eerik Pietarinen    | Antti Linnaketo     | Volkswagen Polo GTI R5 | -                                | WRC-2           | 2h19'38"7 | +1'42"7    | 9        |
| 7. (13.)     | 30       | Jörgen Jonasson     | Nicklas Jonasson    | Škoda Fabia Rally2 Evo | -                                | WRC-2           | 2h23'59"7 | +6'03"7    | 6        |
| 8. (16.)     | 38       | Michał Sołowow      | Maciej Baran        | Volkswagen Polo GTI R5 | -                                | WRC-2           | 2h25'24"3 | +7'28"3    | 4        |
| 9. (19.)     | 40       | Bruno Bulacia       | Marc Martí          | Škoda Fabia Rally2 Evo | -                                | WRC-2           | 2h30'33"2 | +12'37"2   | 2        |
| 10. (23.)    | 35       | Mauro Miele         | Luca Beltrame       | Škoda Fabia Rally2 Evo | -                                | WRC-2           | 2h36'17"7 | +18'21"7   | 1        |
| ...          | ...      | ...                 | ...                 | ...                    | ...                              | ...             | ...       | ...        | ...      |
| 14. (32.)    | 22       | Emil Lindholm       | Reeta Hämäläinen    | Škoda Fabia Rally2 Evo | Toksport WRT 2                   | WRC-2           | 3h18'02"4 | +1h00'06"4 | 3        |
| WRC-3        |          |                     |                     |                        |                                  |                 |           |            |          |
| 1. (15.)     | 49       | Lauri Joona         | Mikael Korhonen     | Ford Fiesta Rally3     | -                                | WRC-3           | 2h24'33"8 | –          | 25       |
| 2. (17.)     | 52       | William Creighton   | Liam Regan          | Ford Fiesta Rally3     | Motorsport Ireland Rally Academy | WRC-3           | 2h26'53"6 | +2'19"8    | 18       |
| 3. (30.)     | 54       | Mcrae Kimathi       | Mwangi Kioni        | Ford Fiesta Rally3     | -                                | WRC-3           | 3h11'55"3 | +47'21"5   | 15       |
| 4. (31.)     | 48       | Sami Pajari         | Enni Mälkönen       | Ford Fiesta Rally3     | -                                | WRC-3           | 3h13'59"5 | +49'25"7   | 12       |
| WRC-3 Junior |          |                     |                     |                        |                                  |                 |           |            |          |
| 1. (14.)     | 50       | Jon Armstrong       | Brian Hoy           | Ford Fiesta Rally3     | -                                | WRC-3 J         | 2h24'31"1 | –          | 30       |
| 2. (15.)     | 49       | Lauri Joona         | Mikael Korhonen     | Ford Fiesta Rally3     | -                                | WRC-3 J         | 2h24'33"8 | +2"7       | 21       |
| 3. (17.)     | 52       | William Creighton   | Liam Regan          | Ford Fiesta Rally3     | Motorsport Ireland Rally Academy | WRC-3 J         | 2h26'53"6 | +2'22"5    | 16       |
| 4. (30.)     | 54       | Mcrae Kimathi       | Mwangi Kioni        | Ford Fiesta Rally3     | -                                | WRC-3 J         | 3h11'55"3 | +47'24"2   | 12       |
| 5. (31.)     | 48       | Sami Pajari         | Enni Mälkönen       | Ford Fiesta Rally3     | -                                | WRC-3 J         | 3:13'59"5 | +49'28"4   | 17       |
| 6. (34.)     | 51       | Robert Virves       | Aleks Lesk          | Ford Fiesta Rally3     | Starter Energy Racing            | WRC-3 J         | 3:25'05"4 | +1h00'34"3 | 6        |

| Principali ritiri | Principali ritiri | Principali ritiri    | Principali ritiri      | Principali ritiri      | Principali ritiri       | Principali ritiri | Principali ritiri  | Principali ritiri |
| PS                | Nº                | Pilota               | Copilota               | Auto                   | Squadra                 | Classe            | Causa              | Pos.              |
| ----------------- | ----------------- | -------------------- | ---------------------- | ---------------------- | ----------------------- | ----------------- | ------------------ | ----------------- |
| PS 15             | 54                | Per-Gunnar Andersson | Anders Fredriksson     | Ford Fiesta Rally2     | -                       | WRC-2             | Fuori strada       | 16º               |
| PS 16             | 16                | Adrien Fourmaux      | Alexandre Coria        | Ford Puma Rally1       | M-Sport Ford WRT        | WRC               | Rottura meccanica  | 15º               |
| PS 17             | 33                | Elfyn Evans          | Scott Martin           | Toyota GR Yaris Rally1 | Toyota Gazoo Racing WRT | WRC               | Danno da incidente | 35º               |
| PS 18             | 21                | Nikolaj Grjazin      | Konstantin Aleksandrov | Škoda Fabia Rally2 Evo | Toksport WRT 2          | WRC-2             | Fuori strada       | 9º                |

Legenda
| Icona   | Note                                                                                     |
| ------- | ---------------------------------------------------------------------------------------- |
| WRC     | Equipaggio di classe Rally1 che può conquistare punti per il campionato costruttori.     |
| WRC     | Equipaggio di classe Rally1 che non può conquistare punti per il campionato costruttori. |
| WRC-2   | Equipaggio di classe RC2 registrato al campionato WRC-2.                                 |
| WRC-3   | Equipaggio di classe RC3 registrato al campionato WRC-3.                                 |
| WRC-3 J | Equipaggio di classe RC3 registrato al campionato WRC-3 Junior.                          |
|         | Ulteriori classificazioni                                                                |

### Prove speciali
| Frazione            | Prova | Ora   | Nome                        | Lunghezza | Vincitori                         | Tempo   | Velocità media | Leader del rally                  |
| ------------------- | ----- | ----- | --------------------------- | --------- | --------------------------------- | ------- | -------------- | --------------------------------- |
| Frazione 1 (25 feb) | PS1   | 08:42 | Kroksjö 1                   | 14,98 km  | Ott Tänak Martin Järveoja         | 8'34"1  | 104,90 km/h    | Ott Tänak Martin Järveoja         |
| Frazione 1 (25 feb) | PS2   | 09:55 | Kamsjön 1                   | 27,81 km  | Esapekka Lappi Janne Ferm         | 12'39"6 | 131,80 km/h    | Esapekka Lappi Janne Ferm         |
| Frazione 1 (25 feb) | PS3   | 11:31 | Sävar 1                     | 17,28 km  | Kalle Rovanperä Jonne Halttunen   | 8'06"7  | 127,82 km/h    | Kalle Rovanperä Jonne Halttunen   |
| Frazione 1 (25 feb) | PS4   | 14:45 | Kroksjö 2                   | 14,98 km  | Elfyn Evans Scott Martin          | 8'20"0  | 107,86 km/h    | Elfyn Evans Scott Martin          |
| Frazione 1 (25 feb) | PS5   | 15:58 | Kamsjön 2                   | 27,81 km  | Ott Tänak Martin Järveoja         | 12'31"0 | 133,31 km/h    | Elfyn Evans Scott Martin          |
| Frazione 1 (25 feb) | PS6   | 17:34 | Sävar 2                     | 17,28 km  | Thierry Neuville Martijn Wydaeghe | 8'17"4  | 125,07 km/h    | Elfyn Evans Scott Martin          |
| Frazione 1 (25 feb) | PS7   | 18:38 | Umeå Sprint                 | 5,53 km   | Kalle Rovanperä Jonne Halttunen   | 3'36"2  | 92,08 km/h     | Thierry Neuville Martijn Wydaeghe |
|                     |       |       |                             |           |                                   |         |                |                                   |
| Frazione 2 (26 feb) | PS8   | 08:57 | Brattby 1                   | 10,49 km  | Elfyn Evans Scott Martin          | 6'21"2  | 99,07 km/h     | Kalle Rovanperä Jonne Halttunen   |
| Frazione 2 (26 feb) | PS10  | 10:54 | Långed 1                    | 19,49 km  | Kalle Rovanperä Jonne Halttunen   | 8'51"6  | 131,99 km/h    | Kalle Rovanperä Jonne Halttunen   |
| Frazione 2 (26 feb) | PS11  | 12:08 | Umeå 1                      | 11,17 km  | Craig Breen Paul Nagle            | 6'08"0  | 109,27 km/h    | Kalle Rovanperä Jonne Halttunen   |
| Frazione 2 (26 feb) | PS12  | 15:27 | Brattby 2                   | 10,49 km  | Elfyn Evans Scott Martin          | 6'18"8  | 99,69 km/h     | Kalle Rovanperä Jonne Halttunen   |
| Frazione 2 (26 feb) | PS14  | 17:24 | Långed 2                    | 19,49 km  | Kalle Rovanperä Jonne Halttunen   | 8'53"7  | 131,47 km/h    | Kalle Rovanperä Jonne Halttunen   |
| Frazione 2 (26 feb) | PS15  | 18:38 | Umeå 2                      | 11,17 km  | Kalle Rovanperä Jonne Halttunen   | 6'12"4  | 107,98 km/h    | Kalle Rovanperä Jonne Halttunen   |
|                     |       |       |                             |           |                                   |         |                | Kalle Rovanperä Jonne Halttunen   |
| Frazione 3 (27 feb) | PS16  | 07:00 | Vindeln 1                   | 14,19 km  | Ott Tänak Martin Järveoja         | 6'03"0  | 140,73 km/h    | Kalle Rovanperä Jonne Halttunen   |
| Frazione 3 (27 feb) | PS17  | 08:08 | Sarsjöliden 1               | 14,23 km  | Ott Tänak Martin Järveoja         | 6'35"0  | 129,69 km/h    | Kalle Rovanperä Jonne Halttunen   |
| Frazione 3 (27 feb) | PS18  | 09:37 | Vindeln 2                   | 14,19 km  | Thierry Neuville Martijn Wydaeghe | 6'02"1  | 141,08 km/h    | Kalle Rovanperä Jonne Halttunen   |
| Frazione 3 (27 feb) | PS19  | 12:18 | Sarsjöliden 2 (power stage) | 14,23 km  | Ott Tänak Martin Järveoja         | 6'29"8  | 131,42 km/h    | Kalle Rovanperä Jonne Halttunen   |

### Power stage
PS19: Sarsjöliden 2 di 14,23 km, disputatasi domenica 23 gennaio 2022 alle ore 12:18 (UTC+1).
| Pos. | No. | Pilota           | Co-pilota        | Auto                   | Squadra                    | Classe | Tempo  | Distacco | PP | PC |
| ---- | --- | ---------------- | ---------------- | ---------------------- | -------------------------- | ------ | ------ | -------- | -- | -- |
| 1    | 8   | Ott Tänak        | Martin Järveoja  | Hyundai i20 N Rally1   | Hyundai Shell Mobis WRT    | Rally1 | 6'29"8 | –        | 5  | 5  |
| 2    | 69  | Kalle Rovanperä  | Jonne Halttunen  | Toyota GR Yaris Rally1 | Toyota Gazoo Racing WRT    | Rally1 | 6'31"7 | +1"9     | 4  | 4  |
| 3    | 11  | Thierry Neuville | Martijn Wydaeghe | Hyundai i20 N Rally1   | Hyundai Shell Mobis WRT    | Rally1 | 6'32"1 | +2"3     | 3  | 3  |
| 4    | 18  | Takamoto Katsuta | Aaron Johnston   | Toyota GR Yaris Rally1 | Toyota Gazoo Racing WRT NG | Rally1 | 6'32"6 | +2"8     | 2  | 2  |
| 5    | 42  | Craig Breen      | Paul Nagle       | Ford Puma Rally1       | M-Sport Ford WRT           | Rally1 | 6'33"1 | +3"3     | 1  | 1  |

## Classifiche mondiali
Classifica piloti
| Pos. | Pos. | Pilota              | Punti |
| ---- | ---- | ------------------- | ----- |
| 1    | 2    | Kalle Rovanperä     | 46    |
| 2    | 3    | Thierry Neuville    | 32    |
| 3    | 2    | Sébastien Loeb      | 27    |
| 4    | 2    | Gus Greensmith      | 20    |
| 5    | 3    | Sébastien Ogier     | 19    |
| 6    | 2    | Takamoto Katsuta    | 18    |
| 7    | 3    | Craig Breen         | 16    |
| 8    | N    | Esapekka Lappi      | 15    |
| 9    | 2    | Andreas Mikkelsen   | 12    |
| 10   | N    | Oliver Solberg      | 8     |
| 11   | N    | Ott Tänak           | 5     |
| 12   | N    | Ole Christian Veiby | 4     |
| 13   | 4    | Elfyn Evans         | 4     |
| 14   | 4    | Erik Cais           | 2     |
| 15   | N    | Jari Huttunen       | 2     |
| 16   | 5    | Nikolaj Grjazin     | 1     |
| 17   | N    | Egon Kaur           | 1     |

Classifica copiloti
| Pos. | Pos. | Pilota                 | Punti |
| ---- | ---- | ---------------------- | ----- |
| 1    | 2    | Jonne Halttunen        | 46    |
| 2    | 3    | Martijn Wydaeghe       | 32    |
| 3    | 2    | Isabelle Galmiche      | 27    |
| 4    | 2    | Jonas Andersson        | 20    |
| 5    | 3    | Benjamin Veillas       | 19    |
| 6    | 2    | Aaron Johnston         | 18    |
| 7    | 3    | Paul Nagle             | 16    |
| 8    | N    | Janne Ferm             | 15    |
| 9    | 2    | Torstein Eriksen       | 12    |
| 10   | N    | Elliott Edmondson      | 8     |
| 11   | N    | Martin Järveoja        | 5     |
| 12   | N    | Stig Rune Skjærmoen    | 4     |
| 13   | 4    | Scott Martin           | 4     |
| 14   | 4    | Petr Těšínský          | 2     |
| 15   | N    | Mikko Lukka            | 2     |
| 16   | 5    | Konstantin Aleksandrov | 1     |
| 17   | N    | Silver Simm            | 1     |

Classifica costruttori WRC
| Pos. | Pos. | Squadra                    | Punti |
| ---- | ---- | -------------------------- | ----- |
| 1    | 1    | Toyota Gazoo Racing WRT    | 83    |
| 2    | 1    | M-Sport Ford WRT           | 57    |
| 3    |      | Hyundai Shell Mobis WRT    | 47    |
| 4    |      | Toyota Gazoo Racing WRT NG | 22    |

Legenda:

Pos.= Posizione;  N = In classifica per la prima volta.